# Campton (Kentucky)
Campton város az USA Kentucky államában. Lakosainak száma 316 fő (2020. április 1.).

## Népesség
A település népességének változása:

| 2010 | 441 |
| 2020 | 316 |